# Vivien Villard
Vivien Villard, né le 19 septembre 1994 à Nice, est un nageur français spécialiste des épreuves de nage en eau libre. Franco-suisse, il a représenté la France lors de nombreuses compétitions nationales et internationales, totalisant 18 participations aux championnats de France d'eau libre (5 km, 5 km contre-la-montre, 10 km et 25 km).

## Jeunesse et débuts
Vivien Villard découvre très jeune la natation en eau libre grâce à ses deux sœurs, également nageuses. En 2004, il participe au défi de Monte-Cristo, devenant le plus jeune nageur à concourir dans l'épreuve du 5 km à seulement 9 ans. En 2007, il obtient sa première médaille nationale lors des championnats de France d'eau libre à Sète, où il termine 3e de la catégorie minimes sur 5 km.

## Carrière sportive
En 2008, Vivien Villard rejoint l'asptt Nice natation et devient le deuxième meilleur nageur français de moins de 15 ans à la Coupe de France en eau libre. Il participe également à ses premiers Championnats de France Nationale 2 en bassin à Gap.
En 2009, il se classe à nouveau deuxième nageur français de moins de 15 ans à la Coupe de France en eau libre, et intègre le top 10 des nageurs français. La même année, il participe à sa première compétition internationale lors d'une étape de Coupe du monde à Annecy sur 10 km.
En 2010, il se classe deuxième chez les cadets et entre dans le top 5 toutes catégories de la Coupe de France, remportant une étape à Hostens. La même année, il rejoint le comité Île-de-France Natation et participe aux épreuves qualificatives pour les compétitions internationales.
Entre 2011 et 2013, Vivien Villard poursuit son cursus sportif à Toulouse dans le cadre d'un programme élite. En 2011, il termine à la 5e place de la Coupe de France et 3e chez les cadets. Il obtient son meilleur classement en 2012 avec une 3e place toutes catégories. En 2013, une blessure affecte ses performances.

## Vie après la natation
En 2013, après sa blessure, Vivien Villard revient à Nice et participe à son premier aquathlon à l'aquaroc d'Antibes, qu'il remporte. En 2014, il termine 3e au défi de Monte-Cristo. C’est en septembre 2014, qu’il rejoint l'Olympic Nice Natation où il termine sa carrière en 2016.
Parallèlement, Vivien Villard obtient un baccalauréat scientifique, puis un deug staps en 2014, suivi d'une licence en management du sport en 2015 à l'université Nice-Sophia-Antipolis. En 2019, il s'installe en Suisse proche de sa famille, puis 2022 il participe à la compétition "Traversée Rives Ripaille" à Thonon et prend la 2e place.

## Palmarès

### Championnats de France de natation

#### Natation en eau libre
| Édition                             | Épreuve                | Épreuve                                   | Épreuve                             | Épreuve                             |
| Édition                             | 5 km CLM               | 5 km                                      | 10 km                               | 25 km                               |
| Sète 2007                           | -                      | 33e Minimes et moins · 1 h 19 min 52 s 96 | -                                   | -                                   |
| Chalain 2008                        | 33e 1 h 13 min 41 s 01 | 38e 1 h 10 min 39 s 24                    | -                                   | -                                   |
| Roquebrune - Toulouse - Annecy 2009 | 22e 1 h 4 min 50 s 97  | 51e 1 h 07 min 35 s 00                    | 31e 2 h 16 min 48 s 51              | -                                   |
| Mimizan 2010                        | 30e 1 h 10 min 18 s 54 | 34e 1 h 03 min 37 s 13                    | 16e - e Cadets · 2 h 20 min 55 s 45 | -                                   |
| Pierrelatte 2011                    | -                      | 26e 1 h 00 min 54 s 71                    | 24e 2 h 11 min 19 s 34              | 4e - er Junior · 5 h 42 min 51 s 30 |
| Pierrelatte 2012                    | 23e 59 min 44 s 40     | -                                         | 17e 2 h 11 min 49 s 62              | 7e - e Junior · 5 h 55 min 58 s 96  |
| Sète 2014                           | 18e 1 h 12 min 02 s 20 | 34e 1 h 00 min 41 s 50                    | 25e 1 h 56 min 00 s 10              | -                                   |

### Coupe de France en eau libreClassement final
| Édition              | Classement       | Classement        |
| Édition              | Catégories d'âge | Toutes catégories |
| Coupe de France 2007 | 8e               | 50e               |
| Coupe de France 2008 | e                | 28e               |
| Coupe de France 2009 | e                | 10e               |
| Coupe de France 2010 | e                | 5e                |
| Coupe de France 2011 | e                | 5e                |
| Coupe de France 2012 | e                | e                 |

### Étapes deCoupe de France en eau libre
| Édition                         | Classement d'etape | Classement d'etape |
| Édition                         | Distance           | Toutes Catégories  |
| 2009 étape N°: 4 Montargis      | 1.5 km             | e                  |
| 2009 étape N°: Thonon les bains | 1.5 km             | e ·                |
| 2010 étape N°: 16 Dijon         | 7.5 km             | e                  |
| 2010 étape N°: 29 Orgelet       | 5.6 km             | e ·                |
| 2010 étape N°: 30 Gerardmer     | 5 km               | e ·                |
| 2010 étape N°: 36 Hostens       | 10 km              | er                 |
| 2011 étape N°: 8 Pierrelate     | 25 km              | 4e                 |
| 2011 étape N°: 17 Attichy       | 5 km               | 4e                 |
| 2011 étape N°: 22 Hostens       | 1,5 km             | 4e                 |
| 2012 étape N°: 20 Saint Pardoux | 5 km               | 4e                 |
| 2012 étape N°: 26 Gray          | 3 km               | e ·                |
| 2012 étape N°: 34 Dijon         | 5 km               | 4e                 |
| 2014 étape N°: 20 Marseille     | 5 km               | e ·                |

#### Coupe d'Europe de nage en eau libre
| Édition   | Épreuve  | Épreuve           | Épreuve | Épreuve | Épreuve | Épreuve |
| Édition   | Distance | Toutes Catégories |         |         |         |         |
| Sète 2007 | 10 km    | Abandon           |         |         |         |         |

### Coupe du monde de marathon en eau libre
| Édition     | Classement d'etape | Classement d'etape |
| Édition     | Distance           | Toutes Catégories  |
| Annecy 2009 | 10 km              | 50e                |

## Distinctions
- Les Victoires du Sports à Nice 2009[12]
- Les Victoires du Sports à Nice 2010
- Récompense lors du trophée de l’espoir Savigny-le-Temple 2011